# Homme de douleurs

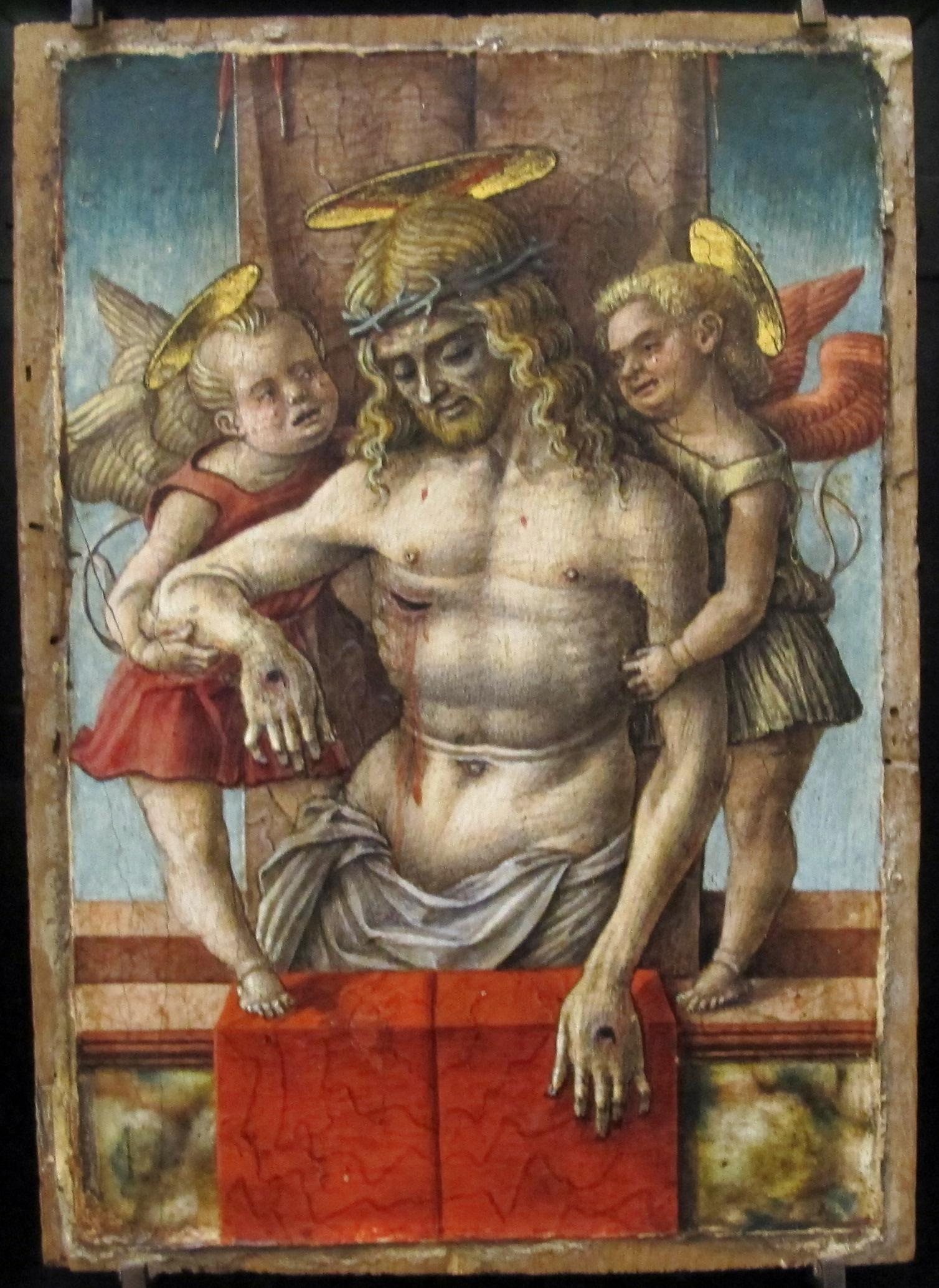
Le Christ mort au tombeau soutenu par deux anges, par Carlo Crivelli en 1477.

Ne doit pas être confondu avec Christ de pitié, Ecce homo ou Serviteur souffrant.
L'Homme de douleurs est une représentation de l'iconographie chrétienne du Christ entre sa mort et  sa Résurrection. L'expression vient d'un verset des Cantiques du Serviteur dans le Livre d'Isaïe : « Objet de mépris, abandonné des hommes, homme de douleurs, familier de la souffrance... ». Le mot « douleurs »  est toujours au pluriel : אִישׁ מַכְאֹבוֹת  (ish makh'ovot) dans la Bible hébraïque et vir dolorum dans la Vulgate.
Ce motif correspond en général à une image de dévotion (qui renvoie à un usage, émotionnel, en soutien à la prière contemplative), et qui prend la forme d'une Andachtsbild (terme qui renvoie, quant à lui, à la forme et à l'iconographie). Les images de dévotion étant souvent d'un format adapté à un usage individuel ou pour de petites communautés, tout support, à plat ou en relief, et tout matériau peut être utilisé.

## Origine du thème
La représentation qui est à l'origine de ce thème est développée à partir de l'image de l'épitaphios byzantin (VIIIe siècle), une icône byzantine en mosaïque réputée miraculeuse sous le nom de Imago pietatis, une image de dévotion qui parvient en Occident vers le XIIIe siècle où elle est reprise en sculpture, en peinture et en enluminure dans les manuscrits.
En Italie elle renouvelle la représentation ancienne du Christ « triomphant » « en gloire » ou « en majesté », en le transformant (puis pour la supplanter), en le montrant, en « homme de douleurs », dans l'intention manifeste de la pré-Renaissance d'humaniser le propos religieux, comme la « Vierge de l'humilité » et la « Vierge de maternité » versus la « Vierge en majesté ».
Les Primitifs flamands et allemands (qui le nomme du nom précis de Schmerzensmann ) reprendront également cette iconographie nouvelle.
Cette forme particulière laissera, au XVIe siècle, la place aux représentations plus plastiques du Christ.

## Représentation

### Attributs
Le Christ, entre mort et Résurrection, est représenté debout, ressuscité, sortant de la cuve du sarcophage de son tombeau, et  seul le haut de son corps est visible, blessures bien en évidence (ostentatio vulnerum, « ostentation des blessures ») sur le flanc et les mains, couronne d'épines sur la tête, le plus souvent les  bras croisés sur l'abdomen, portant le périzonium.
Auréolé, il peut être entouré de figures saintes (assistant anachroniquement à la Résurrection, comme Jean le Baptiste, déjà mort avant la Crucifixion de Jésus) ou célestes (anges, le soutenant ou non), la croix de la Crucifixion peut apparaître en fond centrée sur sa tête, avec ou non  en présence des Arma Christi.
Il peut porter une tunique rouge reposant sur ses épaules.
Cette représentation existe en peinture et enluminure, en sculpture. Certaines représentations picturales sont des éléments de polyptyque surmontant les autres panneaux (ex : Jacopo Bellini, Triptyque de la Vierge).

### Précisions iconographiques
On ne le confondra pas avec :
- Le Christ aux plaies ou Christ mort soutenu par deux anges, très similaire mais apparu plus récemment (XVe siècle, la représentation accentuée sur les cinq plaies du Christ n'est pas seulement en buste et un paysage est souvent présent (Andrea del Castagno).
- Le Christ de pitié ou Christ aux liens, une des figures du Christ souffrant attendant la mort pendant sa Passion.
- Le Christ aux outrages, portant des attributs de roi avec des soldats se moquant de lui, pendant sa condamnation (Fra Angelico, fresque de la cellule 7 du dortoir des moines au couvent San Marco).
- Le Christ à la colonne, attaché et flagellé (Fra Angelico, armoire des ex-voto d'argent)
- Le Christ au sarcophage, mort mais ressuscité triomphant, entouré des soldats endormis et de détails nombreux rappelant le sommet du Golgotha ou d'un paysage symbolique entre vie  et mort (Piero della Francesca).

## Galerie

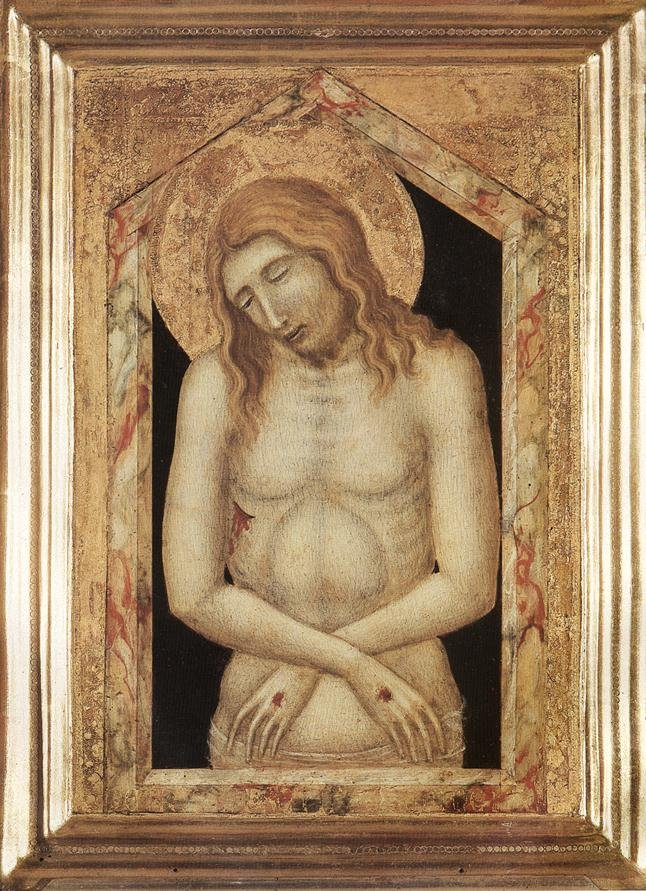
Christ mort, nimbe d'or, fond noir au cadre (type flèche vers le haut) imitant la pierre blanche marbrée noir et rouge. Pietro Lorenzetti. Tempera et or sur panneau, H. 52 cm., v. 1330
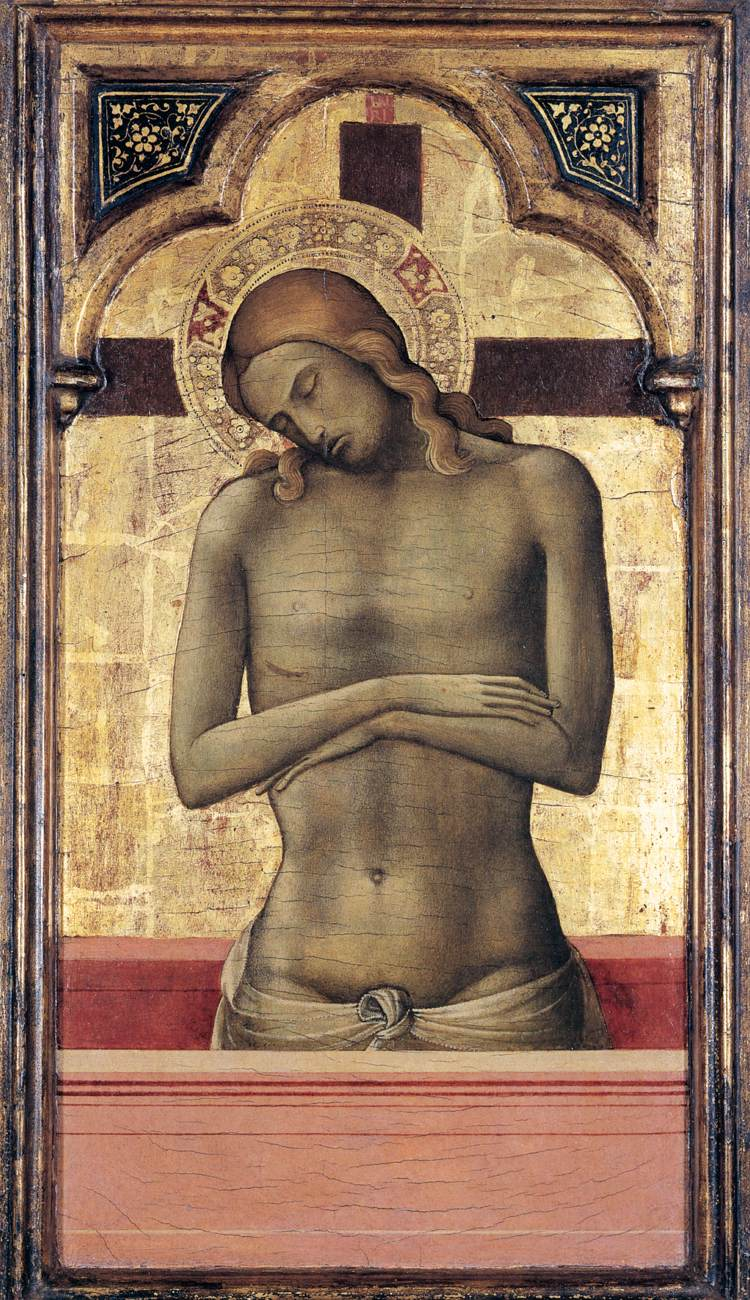
Christ mort, debout dans un cercueil rouge, et placé devant la croix dans un trilobe. Lorenzo Monaco. Tempera, or, bois; H. 62 cm, entre 1415 et 1417.
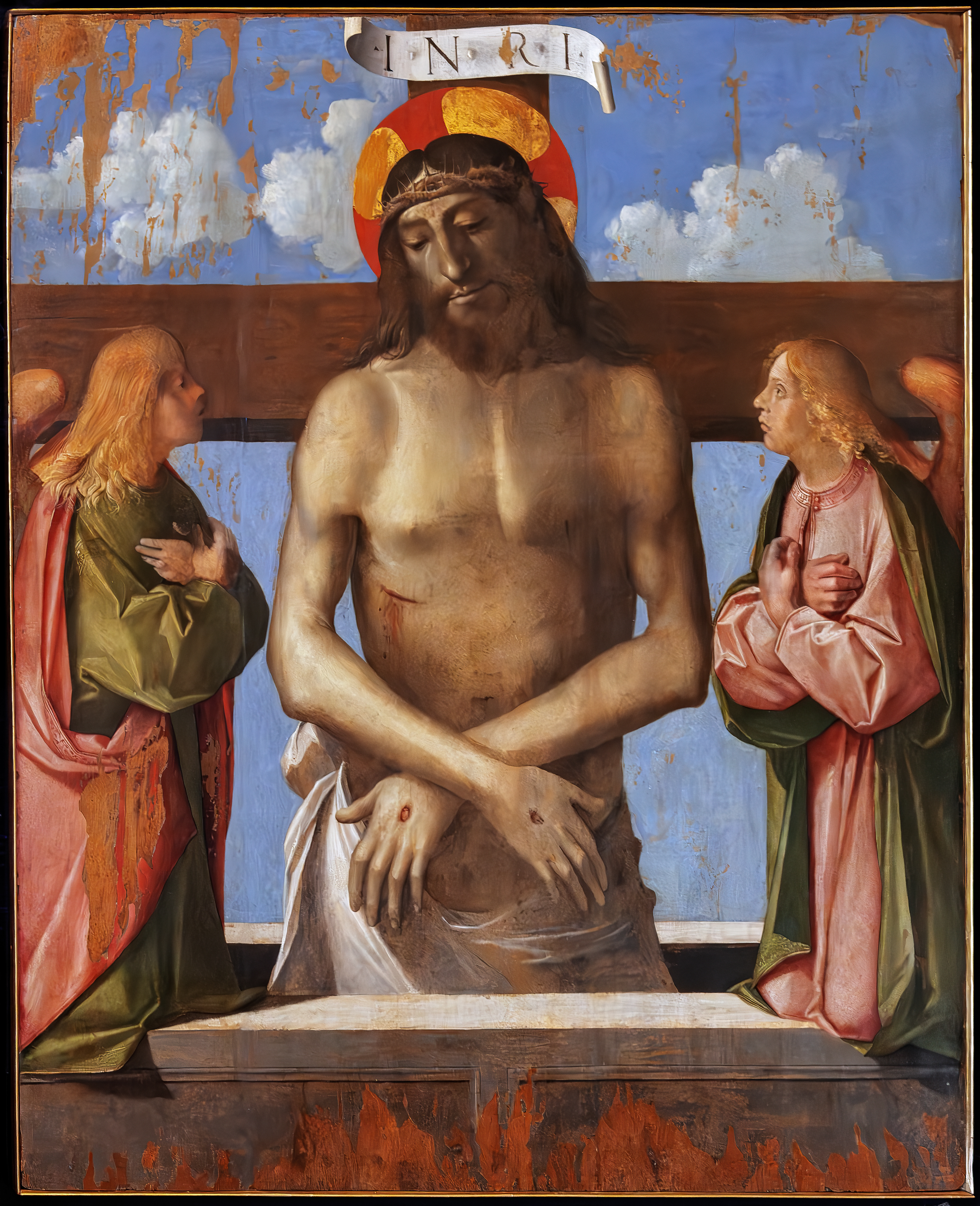
Christ mort avec les anges et la croix. Benedetto Rusconi. Tempera sur bois, H. 121 cm., 1510.
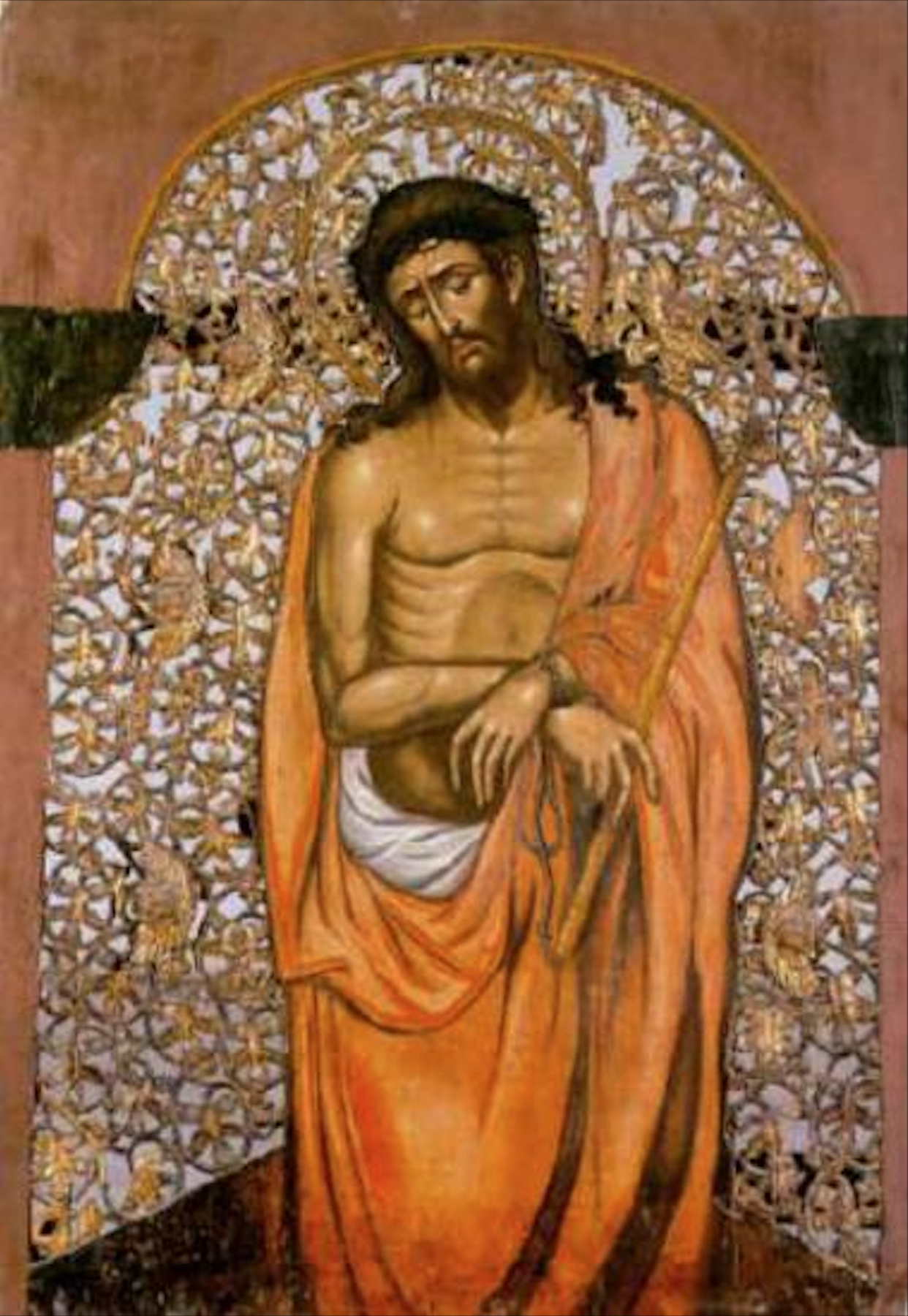
L'Homme de douleurs, icône de Victor le Crétois, XVIIe siècle.

## Peintres usant de cette iconographie
- Pietro Lorenzetti (vers 1330), tempera sur panneau de bois, 32 × 52 cm, musée Lindenau (de), Altenbourg
- Benedetto Rusconi, musée Correr, Venise
- Miniature dans Les Très Belles Heures de Notre-Dame, BnF (NAL 3093, f.84r)
- Peinture au musée de Brou de Bourg-en-Bresse.
- Luca Antonio Busati, attribution.
- Lorenzo Monaco (vers 1415), collection particulière.
- Carlo Crivelli (1468), Massa Fermana.
- Niccoló Gerini, fresque de l'église Santa Felicita, Florence.
- Giovanni Toscani, fresque des moines vallombrosains, basilique Santa Trinita, Florence
- Petrus Christus (vers 1450), musée et galerie d'art de Birmingham
- Giovanni Bellini (1460), museo Poldi Pezzoli, Milan.
- Jacopo Bellini, haut cintré du Triptyque de la Vierge, Gallerie dell'Academia, Venise
- Sandro Botticelli, Homme de douleurs (vers 1495)
- Albrecht Dürer : L'Homme de douleurs
- Geertgen tot Sint Jans, L'Homme de douleurs

## Sculpteurs

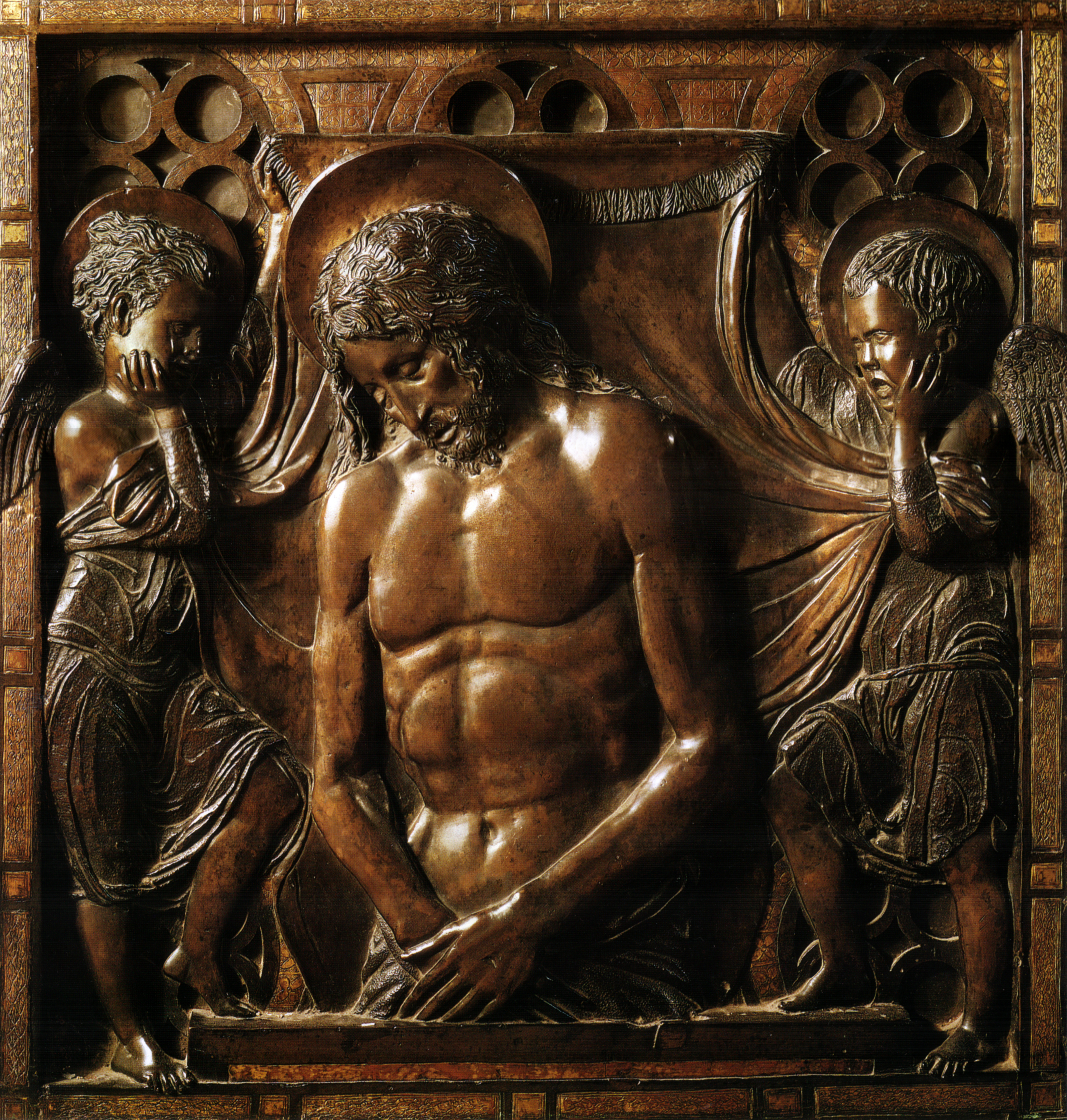
Pietà. Donatello, 1453. Bas-relief, bronze, 58 x 56 cm. Basilique Saint-Antoine de Padoue, maître-autel de l’église des Frères mineurs

- Donatello, bas-relief du maître-autel de la basilique Saint-Antoine (Padoue).

### Articles liés
- Plaies du Christ
- Christ aux plaies
- Christ aux liens
- Ostentatio vulnerum
- Ecce homo
- Cantiques du Serviteur
- Mater Dolorosa
- Notre-Dame des Douleurs